# 加登普萊恩 (堪薩斯州)
加登普萊恩（英語：Garden Plain）是一個位於美國堪薩斯州塞奇威克縣的城市。

## 地方資料
根據2020年美國人口普查的數據，加登普萊恩的面積為2.63平方千米，當中陸地面積為2.63平方千米，而水域面積為0.00平方千米。當地共有人口948人，而人口密度為每平方千米360.46人。